# Kensaku Abe
Kensaku Abe (阿部 謙作 Abe Kensaku?, nacido el 13 de mayo de 1980 en Kanagawa) es un exfutbolista japonés. Jugaba de guardameta y su último club fue el Ventforet Kofu de Japón.

## Trayectoria

### Clubes
| Club           | País  | Año         |
| -------------- | ----- | ----------- |
| Ventforet Kofu | Japón | 2003 - 2009 |
| Vissel Kobe    | Japón | 2005        |